# Stazione di Milano Porta Garibaldi
La stazione di Milano Porta Garibaldi è una stazione ferroviaria di Milano; si trova di poco a nord dell'omonima porta storica, in piazza Sigmund Freud.
Si tratta di un centro di notevole importanza per il trasporto pubblico locale e non, essendo servita da numerose linee ferroviarie internazionali, nazionali (anche ad alta velocità) e regionali, un servizio ferroviario per l'aeroporto di Malpensa, 9 linee ferroviarie suburbane, 2 linee metropolitane (M2 ed M5), diverse linee di superficie urbane ed autobus per gli aeroporti di Malpensa, Linate e Orio al Serio.
È la principale stazione della città per traffico pendolare, con 25 milioni di passeggeri ogni anno, nonché la terza come traffico complessivo, dopo la stazione Centrale e la stazione Cadorna. Conta 2 binari sotterranei e 20 binari in superficie, dei quali 12 tronchi e 8 passanti.

## Storia

I lavori di costruzione della stazione

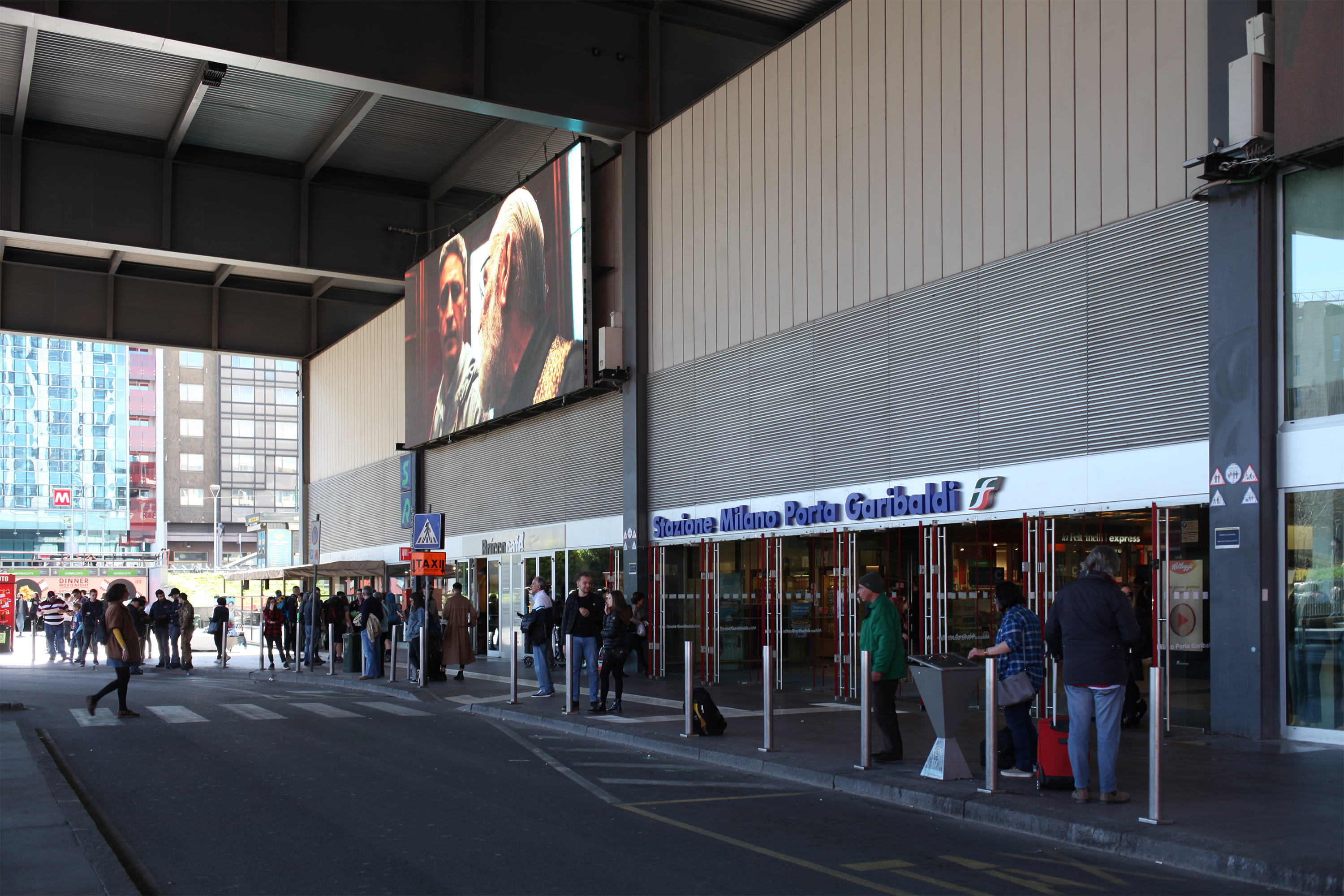
L'ingresso viaggiatori della stazione di superficie

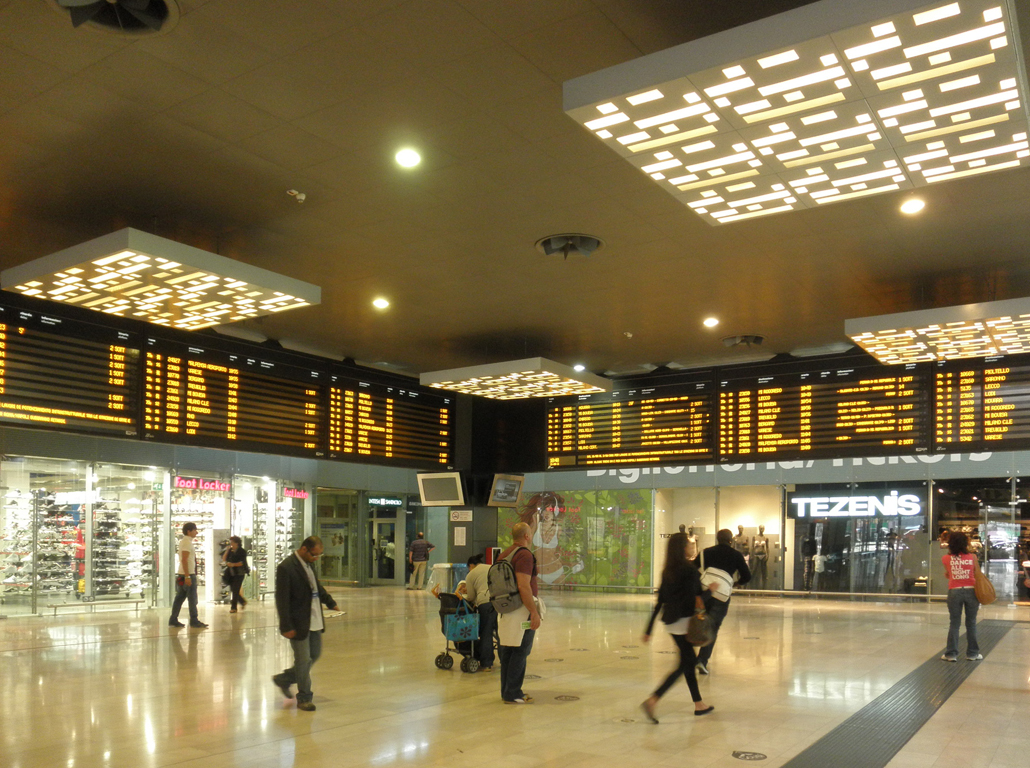
Interno della stazione di superficie

La stazione fu attivata il 5 novembre 1961 in sostituzione della vecchia stazione di Porta Nuova, detta anche "delle Varesine", situata a breve distanza, che fungeva da capolinea dei collegamenti con Gallarate, Novara e Varese. La costruzione della stazione era parte dell'ambizioso progetto del nuovo Centro Direzionale di Milano.
Il fabbricato viaggiatori fu costruito dal 1961 al 1963 su progetto di Eugenio Gentili Tedeschi, Giulio Minoletti, Mario Tevarotto, Sergio Bonamico, Franco e Guido Gigli e Dante Jannicelli.
Nel 1963 fu allacciata tramite una galleria alla linea per Monza (stazione di Greco). Nel marzo 1964 vennero attivati i quattro binari mancanti, numerati da 17 a 20. La stazione, completa in tutte le sue parti, venne infine inaugurata il 30 maggio 1965.
Nel 1971 diventò la quarta stazione ferroviaria di Milano, dopo Cadorna, Lambrate e Centrale, ad essere direttamente servita dalla metropolitana, grazie all'inaugurazione della fermata di Garibaldi FS sulla linea M2.
Nel 1997, con l'apertura della prima tratta del passante ferroviario di Milano, è stata attivata su di esso la fermata sotterranea di Porta Garibaldi.
Il 20 marzo 2006 venne inaugurato l'intervento di restyling del fabbricato viaggiatori da parte della sottosocietà di FS Centostazioni con progetto ad opera di Pool Engineering SpA, che ha portato nuovo arredo e illuminazione, oltre alla creazione di nuovi spazi commerciali.
Dal 2009 la parte in superficie della stazione è capolinea delle linee suburbane S8 e S11.
Il 27 giugno 2010 fu aperto il collegamento, noto colloquialmente con il termine di manico d'ombrello, tra il tunnel Garibaldi e la stazione Centrale. L'infrastruttura è stata realizzata con l'obiettivo di farla impiegare dai Malpensa Express con capolinea a Centrale, che da allora sono gli unici treni che vi transitano.
Dal 1º marzo 2014 la fermata della metropolitana di Garibaldi FS diventa punto di incrocio tra la linea M2 e la nuova linea M5, rendendo Porta Garibaldi la terza stazione ferroviaria del capoluogo lombardo, dopo Cadorna e Centrale, ad offrire un doppio interscambio con la metropolitana; dal successivo 14 dicembre la stazione ferroviaria di superficie è capolinea anche della nuova linea suburbana S7.
Il 19 gennaio 2023 viene inaugurata la nuova food hall all’ingresso stradale della stazione. Gli spazi sono frutto di un investimento da parte di Chef Express pari a 4,7 milioni di euro. Il polo è stato realizzato in partnership con Altagares e Rete Ferroviaria Italiana.

## Strutture e impianti
Il piazzale di superficie di Porta Garibaldi è dotato di venti binari, di cui dodici tronchi orientati in direzione nord-ovest e otto passanti.
La fermata sotterranea è composta da due binari, serviti da una banchina centrale a isola.
La stazione è sormontata da due grattacieli (Torri Garibaldi), che ospitavano inizialmente gli uffici della direzione regionale di Trenitalia e di Ferrovie dello Stato ed attualmente, dopo un restyling, ospitano la sede centrale italiana di Maire Tecnimont SpA.

## Movimento

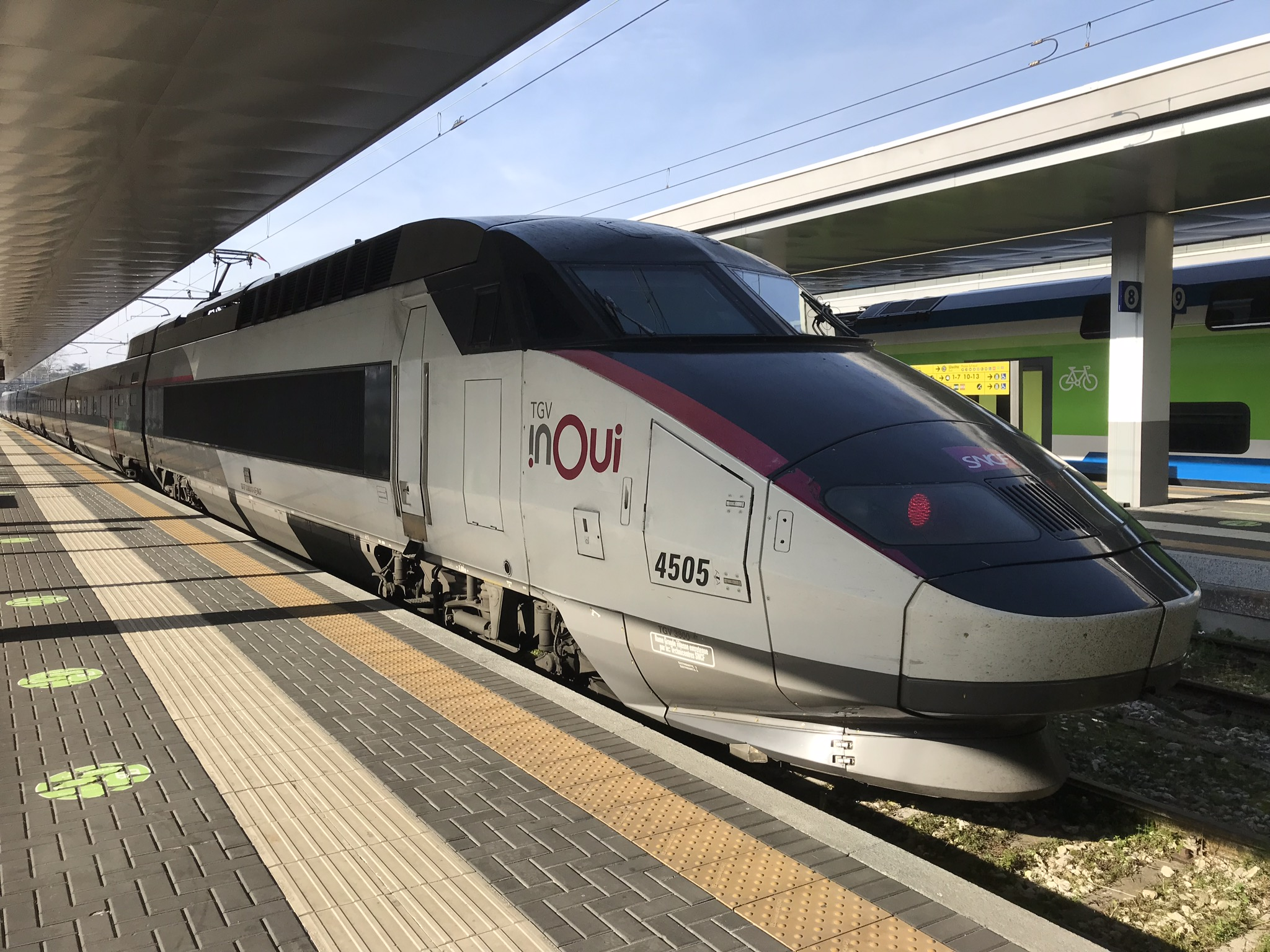
Un treno TGV delle SNCF diretto a Parigi in partenza dal binario 7

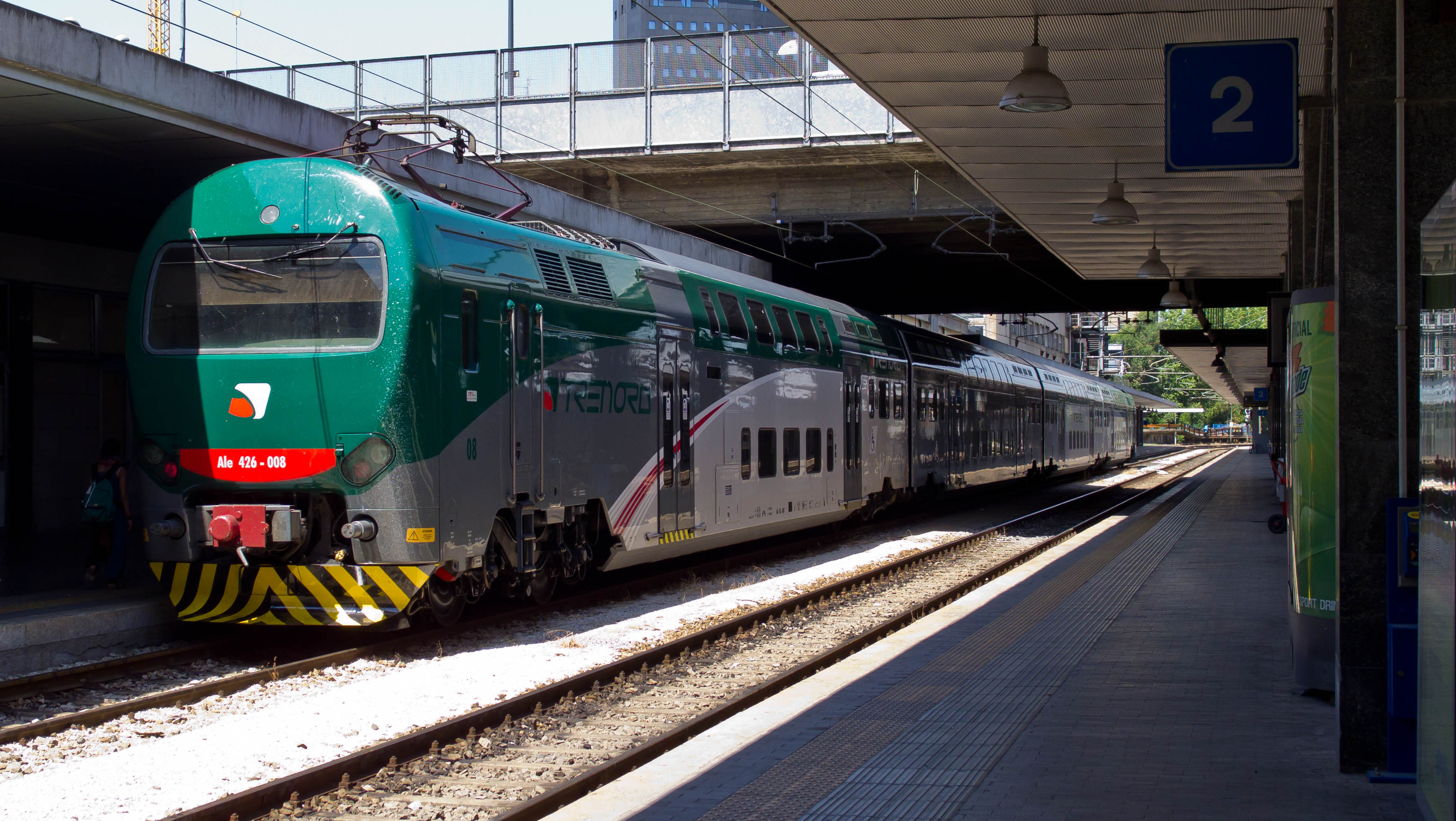
Un TAF per Varese

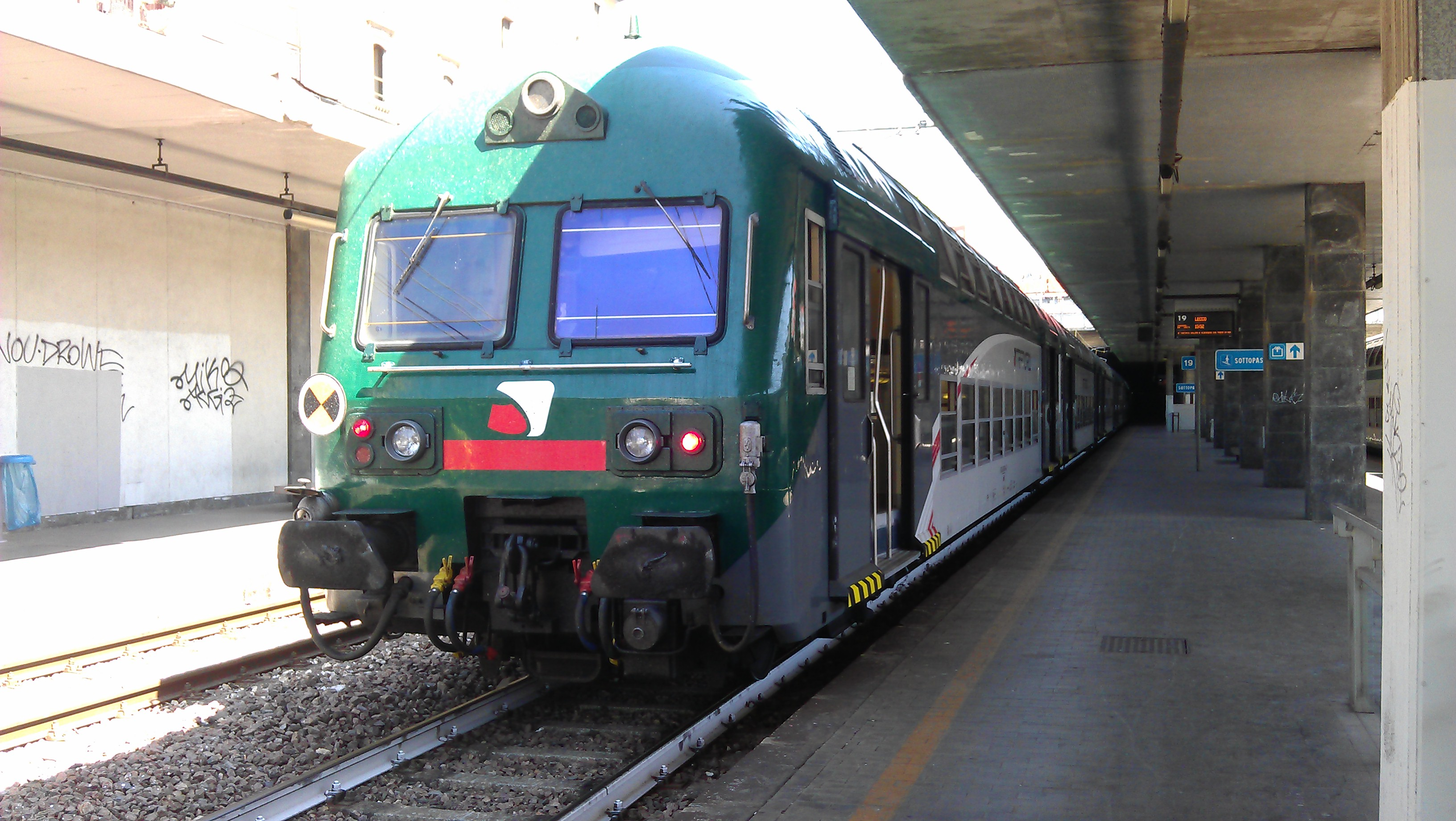
Un treno della linea S8 in sosta al capolinea di Milano Porta Garibaldi

La stazione costituisce il fulcro del servizio ferroviario suburbano di Milano, in quanto è servita regolarmente da nove delle dodici linee di cui esso è composto: le linee S1, S2, S5, S6, S12 ed S13 effettuano servizio nella fermata sotterranea, lungo il passante ferroviario, mentre le linee S7, S8 ed S11 utilizzano i binari della stazione di superficie. Quasi tutte le corse delle linee S7 e S8 e circa la metà di quelle della linea S11 hanno origine e termine nello scalo. Negli orari di prima mattina e tarda serata, per necessità tecniche, effettuano capolinea a Porta Garibaldi anche alcune corse della linea S9, che normalmente effettua un percorso che non interessa questa stazione.
La stazione è capolinea di vari servizi internazionali: fra Milano, Torino, Lione (Gare Part Dieu e Saint Exupery TGV) e Parigi Gare de Lyon, effettuato dai treni TGV di SNCF Voyages Italia, fra Milano, Monza, Basilea e Francoforte sul Meno, effettuato in collaborazione fra Trenitalia e le Ferrovie Federali Svizzere e, dal 2019, anche tra Milano, Vienna e Monaco di Baviera, effettuato dai convogli Euronight ÖBB Nightjet delle Ferrovie Federali Austriache in collaborazione di Trenitalia, che fino al 15 dicembre 2019 erano attestati alla stazione di Milano Centrale.
L'impianto è inoltre servito da numerosi treni regionali, RegioExpress e regionali veloci, le cui destinazioni principali sono Bergamo, Cremona, Torino, Arona, Domodossola, Livorno e Porto Ceresio, oltre a diverse altre, e da diversi collegamenti a lunga percorrenza, tra cui alcuni treni Frecciarossa di Trenitalia. 
La stazione è collegata anche con l’aeroporto di Milano Malpensa attraverso il servizio Malpensa Express di Trenord, in particolare dalla relazione Milano Centrale - Malpensa T1/T2.

## Servizi
La stazione dispone di ascensori, che la rendono quindi accessibile ai portatori di disabilità, e di scale mobili che collegano i vari livelli. Le banchine a servizio dei binari della stazione in superficie sono collegate tra loro tramite vari sottopassaggi pedonali.
- Biglietteria automatica
- Bar
- Negozi
- Servizi igienici
- Ufficio informazioni.

## Interscambi
La stazione costituisce un importante interscambio con le linee M2 e M5 della metropolitana di Milano.
Nelle vicinanze della stazione effettuano fermata alcune linee urbane di superficie, tranviarie e automobilistiche, gestite da ATM.
- Fermata metropolitana (Garibaldi FS, linee M2 ed M5)
- Fermata tram (Garibaldi M2 M5, linee 10 e 33)
- Stazione taxi